# 33 Thomas Street
El antiguo AT&T Long Lines Building en  33 Thomas Street es un rascacielos de 167,5 metros en el distrito de Manhattan, Nueva York, Estados Unidos. Se encuentra en el lado este de Church Street entre Thomas y Worth Street, en el Civic Center de Nueva York. El edificio es un ejemplo extremo de arquitectura brutalista, sin ventanas y con una fachada de losa plana de hormigón.
El edificio es una central telefónica que contenía tres grandes conmutadores de clase 4, utilizados para telefonía de larga distancia, dos propiedad de AT&T y uno anteriormente propiedad de Verizon (dado de baja en 2009). También contiene una serie de conmutadores utilizados para los servicios de  Operadores de intercambio local competitivo (CLEC), pero no es utilizado para los servicios de Operadores de intercambio local incumbente (ILEC), y no es una oficina central. El código CLLI para esta instalación es NYCMNYBW.

## Diseño
El Long Lines Building fue diseñado por el arquitecto John Carl Warnecke y construido en 1974. A medida que se construyó para albergar equipos de conmutación telefónica, la altura media baja es de 5,5 metros, considerablemente alta. Las plantas también son inusualmente fuertes, diseñadas para aguantar una presión de (10-15 kilopascales).
Las paredes exteriores son paneles prefabricados de hormigón con caras de granito sueco tratadas con una llama. Hay seis grandes protuberancias desde la base rectangular, que casan con los conductos de aire, las escaleras y los ascensores. Hay una serie de grandes conductos de ventilación que sobresalen en las plantas 10 y 29. William H. Whyte afirmó que cuenta con la pared lisa más alta del mundo.
Es descrito a menudo como una de las construcciones más seguras de Estados Unidos, fue diseñado para ser autosuficiente y protegido de la lluvia radiactiva durante un máximo de dos semanas después de una explosión nuclear. Su estilo ha sido generalmente alabado, The New York Times dijo que es un edificio extraño de su tipo en Manhattan que tiene sentido arquitectónico y que se funde con su entorno con más gracia que cualquier otro rascacielos cercano.

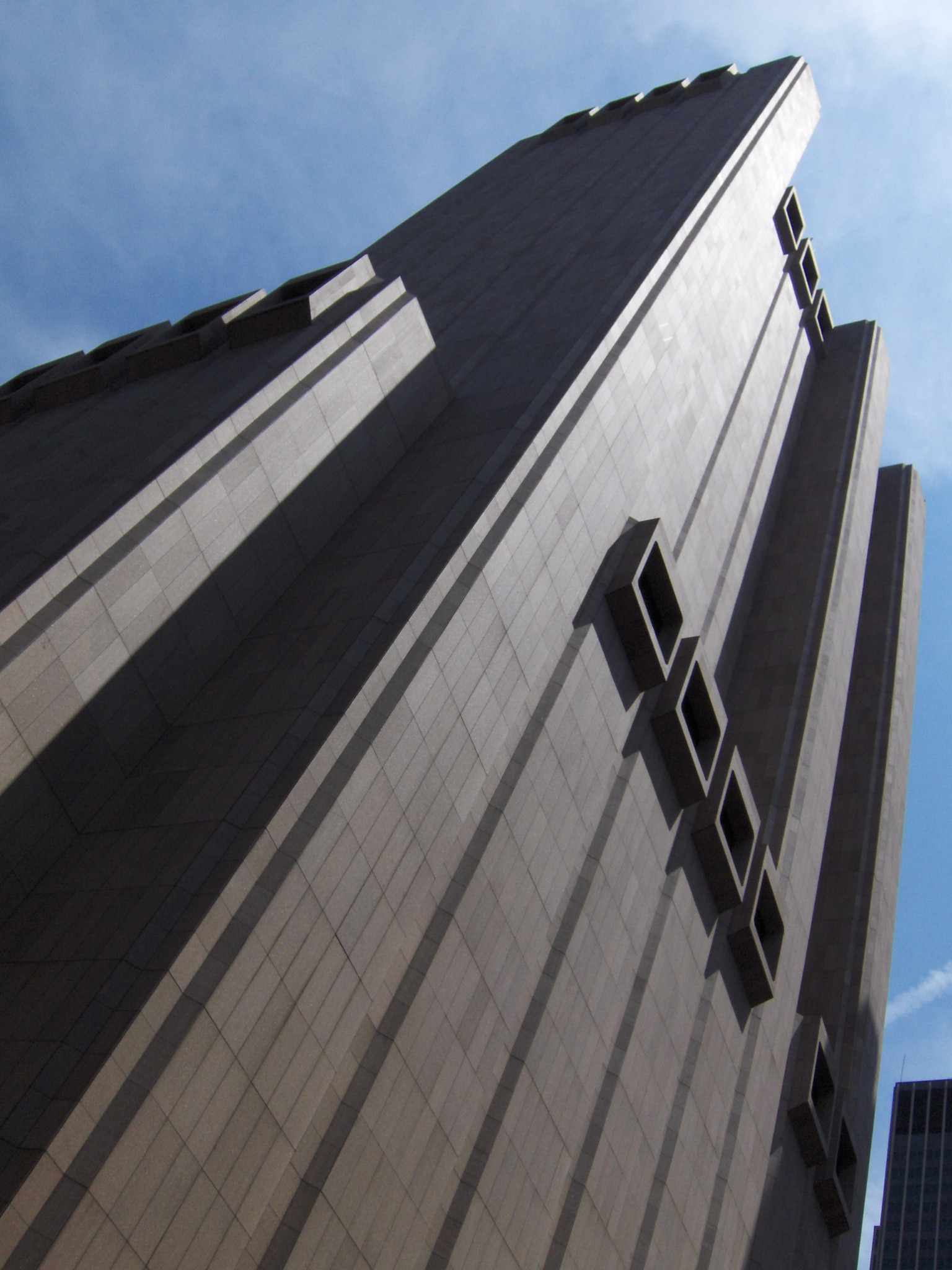
Vista del edificio desde la calle adyacente.

## Historia
En la ubicación donde se construyó el rascacielos, se encontraban varios edificios de arquitectura en hierro, típicos de la zona, las fachadas de los edificios fueron conservadas antes de la demolición. El edificio era una parte central del departamento  AT&T Long Lines, equipos de conmutación de electrónica de estado sólido que requerían un alto nivel de seguridad y espacio. El Long Lines Department se convirtió en AT&T Communications en 1984. El AT&T Long Lines Building es ahora comúnmente conocido por su dirección, 33 Thomas Street, al igual que otros muchos edificios comerciales de Nueva York.
AT&T realizó una transición gradual de los equipos de conmutación telefónica y otras instalaciones de su sede del antiguo edificio en 33 Thomas Street al 32 Avenue of the Americas, a sólo unas manzanas de distancia, completando el traslado en 1999.
El 17 de septiembre de 1991, el fallo en el manejo, el fallo en los equipos de potencia y un error humano fueron la combinación necesaria para desactivar completamente la central principal de AT&T en 33 Thomas. Como resultado, más de cinco millones de llamadas fueron bloqueadas, y las líneas privadas de la Administración Federal de Aviación también fueron interrumpidas, alterando el control del tráfico aéreo a 398 aeropuertos del noroeste de los Estados Unidos. Debido a que el edificio fue diseñado para ser autosuficiente, AT&T tenía un acuerdo de restricción con la compañía eléctrica, Consolidated Edison, en el que se había decidido cambiar voluntariamente de energía de la red a los generadores por encargo. Este era un procedimiento de rutina que se había realizado con éxito en el pasado, pero en esta ocasión, salió mal. Después de cambiar las fuentes de energía, el procedimiento estándar era comprobar todas las fuentes de alimentación de equipos, conocidas como plantas DC, para los problemas. Sin embargo, debido a la formación programada, el chequeo no se llevó a cabo y la batería de una planta entró en el estado de reserva. Las alarmas no se detectaron hasta que fue demasiado tarde para mantener la energía ininterrumpida.

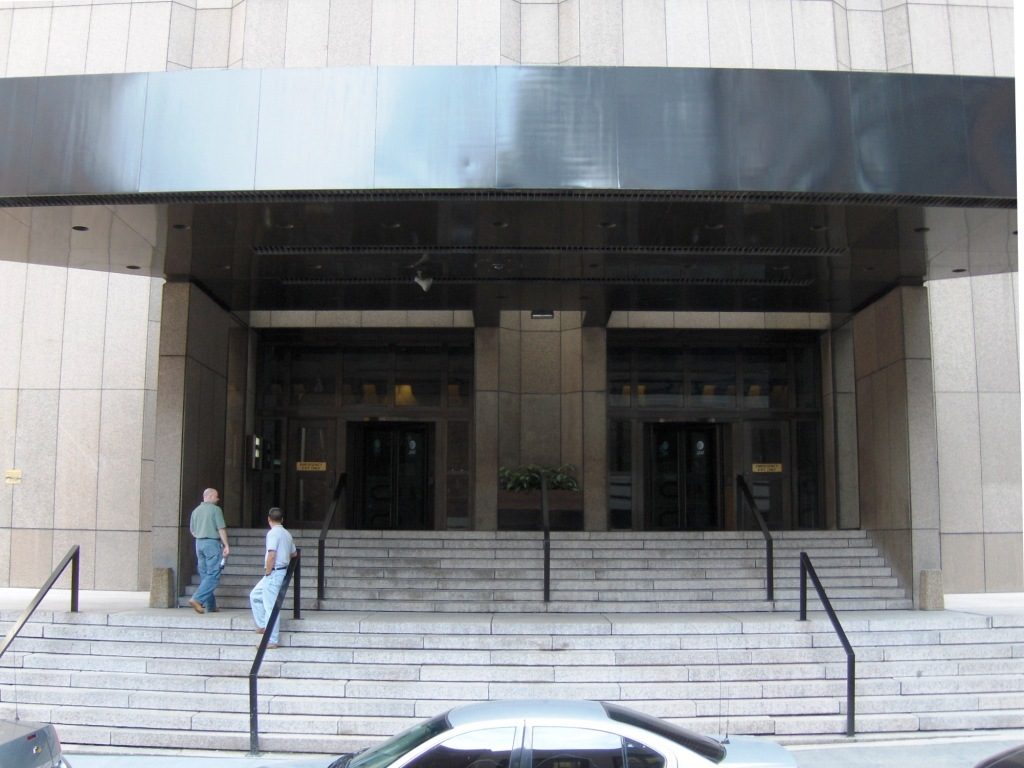
Vista desde la calle de la entrada del edificio.

Después de la destrucción del World Trade Center en los atentados del 11 de septiembre de 2001, los inquilinos de AT&T restauraron las instalaciones perdidas que adquirieron del antiguo  Teleport Communications Group que se encontraba allí, trasladándose a 33 Thomas y 811 10th Avenue.